# Jerko Bulić
Jerko Bulić (Dubrovnik, 25. rujna 1924. – Dubrovnik, 11. lipnja 2008.), hrvatski atletičar. Natjecao se za Jugoslaviju.
Natjecao se na Olimpijskim igrama 1948. u štafetnoj utrci 4 x 400 metara. Nastupio je u prednatjecanju.
Bio je član zagrebačkih HAŠK-a, Slavije i Dinama.